# 何超明
何超明博士（葡萄牙語：Ho Chio Meng，PhD，1955年4月—），澳門回歸前出任澳門反貪公署副高級專員；回歸後出任首位澳門特別行政區檢察長，2014年底離任，2017年被因涉貪被判處單一刑期21年。

## 學歷
何超明於1979年就讀於中國西南政法大學法律系，並於1983年取得法學學士學位。1994年及1998年分別於澳門大學修讀法學院法律課程及中國國家行政學院澳門高級公務員培訓課程。2002年取得北京大學經濟法博士學位。

## 簡歷
1824年，何永貴從廣東番禺鄉間去澳門經營航運發家置業，在下環大街建造了三間屋，並在屋後鳳仙圍建造5間三層高屋宇留給後代居住。何家數代人均在澳門出生，世居下環街致和里風仙圍，即鳳仙圍一號。何超明於1955年4月出生於澳門，已繁衍至第五代。1966年隨父親移居廣州。1972年至1979年在廣州外貿局食品進出口公司做對外貿易和行政管理工作，1979年考入中國西南政法大學法律系，其後到北京大學法律學院擔任經濟法博士研究生。畢業後，何超明進入廣東高等法院工作，他從書記員開始，由審判助理一直做到經濟審判庭庭長，年僅36歲就成為當時全國最年輕的庭長。1983年起擔任澳門高等法院助理法官、法官、庭長等職務。 
1991至1993年到葡萄牙科英布拉大學修讀葡萄牙文及法律課程；修畢該課程後返回澳門擔任反貪污暨反行政違法性高級專員公署協調員；其後於1995年被升為副高級專員。
何超明於1999年8月獲國務院任命為澳門特別行政區檢察院檢察長；2004年12月4日再度被任命為檢察院檢察長。

## 涉案被捕
2016年2月27日，澳門廉政公署宣布，兩名檢察院前領導及主管人員涉嫌受賄批出工程被捕。依澳門廉政公署於網站所公告內容：「在去年接獲舉報，就涉及檢察院前領導及主管人員的案件展開刑事調查。目前，有關涉案人士已被司法機關命令採取強制措施。根據廉政公署的調查，檢察院前領導及主管人員涉嫌串通私營公司的主事人，長期將檢察院的大部分工程及服務以高價判給指定的公司；2004年至2014年期間，涉案公司以不法手段取得金額達澳門幣一億六千七百多萬元的檢察院外判工程或服務，而涉案人士從中獲利不少於澳門幣四千四百萬元。涉案的檢察院人員及相關公司主事人涉嫌觸犯《刑法典》所規定的『詐騙』、『在法律行為中分享經濟利益』、『濫用職權』、『偽造文件』等罪名。經司法機關批准，已因應案件的具體情節對涉案人士採取羈押、禁止離境、中止擔任公共職務等強制措施。」公告資訊中並未具體點名，但傳媒廣泛報道，此人為前檢察院檢察長何超明。
2016年12月9日，澳門終審法院開庭審理何超明涉貪案，控罪多達1,970項，涉及賄款近7,620萬澳門元。
2017年7月14日，終審法院合議庭裁定前檢察長何超明逾千項罪名成立，判處單一刑期21年。何超明被判罪名成立的控罪中，包括490項在法律行為中分享經濟利益罪；合共538項相當巨額、巨額及普通詐騙罪；1項發起及領導犯罪集團罪和49項加重清洗黑錢罪等。合議庭認為，案件性質十分嚴重，犯案時間長、犯罪數量之多實屬罕見，何超明並且直接故意把檢察院視為法外之地，作為檢察院高位人員，從事司法工作多年，本應嚴於律己，但濫用權力，漠視法紀。

## 其他職務
何超明曾任澳門檢察官委員會主席、澳門檢察律政學會會長、澳門經濟法律學會名譽會長以及客席教授等職務。

## 外部連結
- 何超明獲共青團勢力熱捧指澳門特首「合適人選」

| 司法职务                                                            | 司法职务                                              | 司法职务      |
| ------------------------------------------------------------------- | ----------------------------------------------------- | ------------- |
| 前任： · António Simoes Redinha · （ 葡屬澳門檢察官公署首席檢察官） | 澳門特別行政區檢察長 · 1999年12月20日－2014年12月19日 | 繼任： 葉迅生 |